# Fallschirmjäger
|  | Per a altres significats, vegeu «Paracaigudista militar». |

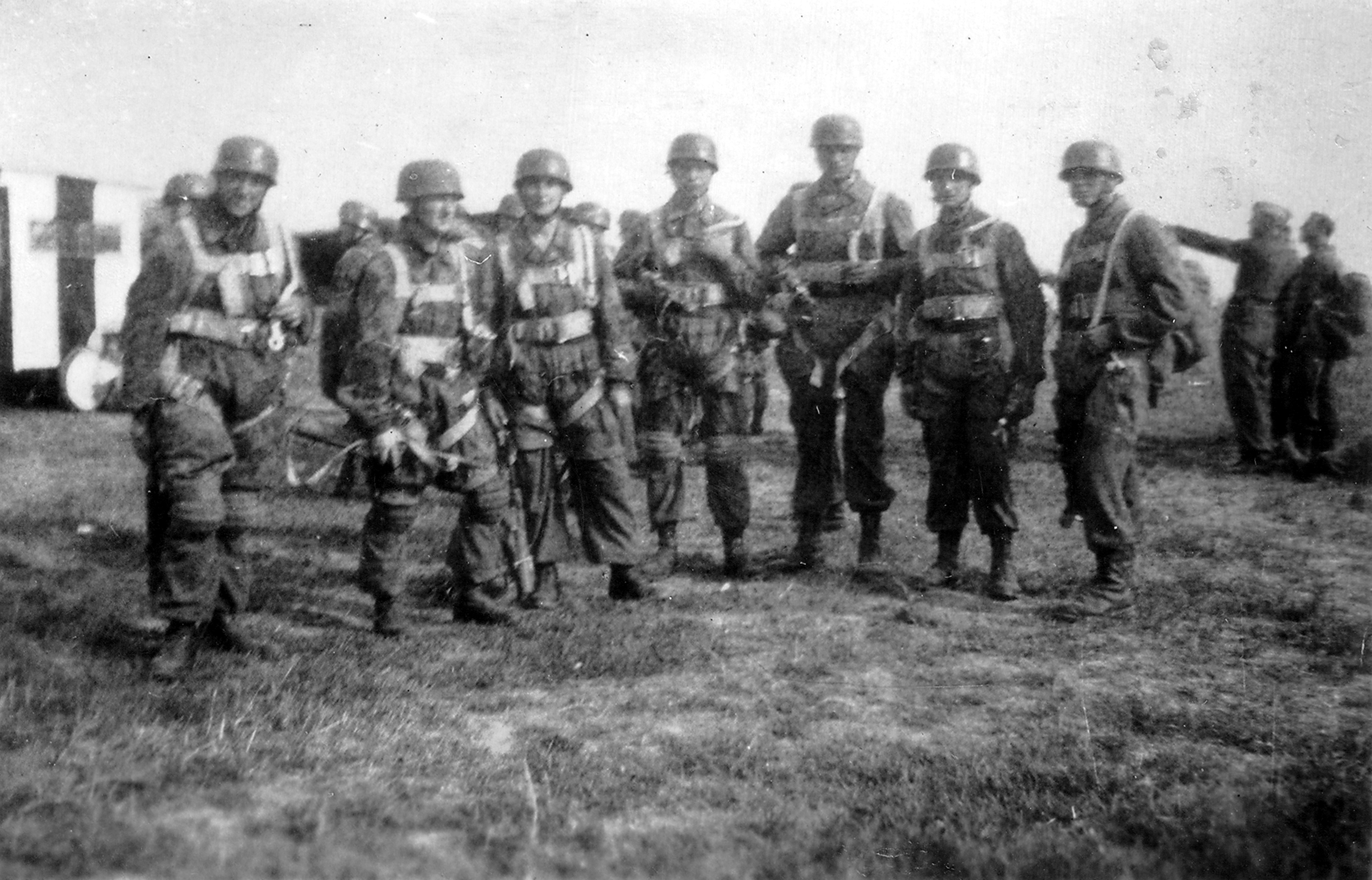
Fallschirmjäger durant la batalla de Normandia.

Fallschirmjäger, de vegades escrit com Fallschirmjaeger, són les unitats militars alemanyes de paracaigudistes. El mot prové de Fallschirm (paracaigudes), i Jäger (caçador o guardaboscos) és el terme tradicional en alemany per infanteria lleugera. Durant la Segona Guerra Mundial les unitats de Fallschirmjäger estaven generalment molt ben equipades; tenien les armes més selectes de la Wehrmacht, com el fusell d'assalt FG 42, que van ser utilitzats exclusivament per ells.

## Història
Durant la Segona Guerra Mundial, la Luftwaffe va promoure diverses unitats de Fallschirmjäger. A diferència de les pràctiques de la Commonwealth i Estats Units, aquestes infanteries formaven part de la Força Aèria en lloc de l'exèrcit regular. Començant amb uns pocs batallons al principi de la guerra, la Luftwaffe va acumular tres regiments formant una unitat de la mida d'una divisió de Fallschirmjäger, més grups de suport i actius, coneguda com la 7a Divisió de l'aire.
Més endavant en la guerra, els actius de la 7a Divisió de Fallschirmjäger van ser reorganitzats i utilitzats com el nucli d'una nova sèrie de divisions d'infanteria d'elit de la Luftwaffe, numerada en una sèrie que començava per la 1a Divisió Fallschirmjäger. Aquestes formacions estaven organitzades i equipades com les divisions d'infanteria motoritzada, i van exercir sovint un paper de "unitats d'atac" al front occidental. Els seus components es trobaven sovint en el camp de batalla com a grups de combat  ad hoc  separats d'una divisió o organitzats a partir dels actius disponibles miscel·lanis. D'acord amb la pràctica alemanya estàndard, aquests grups de combat es denominaven segons el nom del seu comandant, com el Grup Erdmann a França o la Brigada de Paracaigudistes Ramcke al nord d'Àfrica.
A mitjan 1944, les tropes de Fallschirmjäger van deixar de ser entrenades com paracaigudistes causa de les realitats de la situació estratègica, però van conservar de manera honorífica el nom. Prop de la fi de la guerra, les noves divisions de Fallschirmjäger comprenien una dotzena, amb la reducció conjunta en la qualitat en les unitats de la sèrie de major nombre. Al voltant de 54.449 paracaigudistes van morir en combat i uns 8.000 són considerats desapareguts en combat.

## Operacions

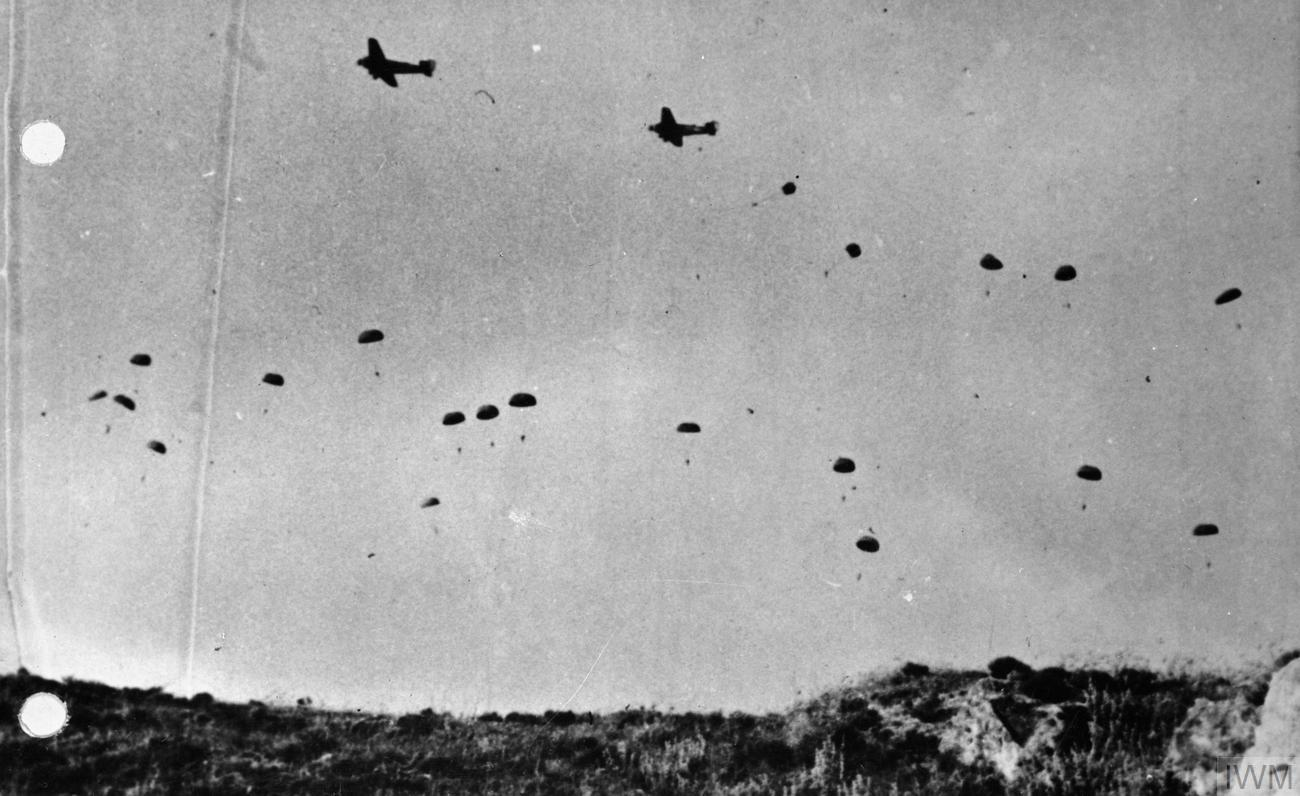
Tropes Fallschirmjäger sent llançades a Creta, 1941.

Els Fallschirmjäger van participar en moltes batalles famoses, inclosa la captura del Fort Eben-Emael, els llançaments a Noruega el 1940 i la defensa de Carentan durant la batalla de Normandia el 1944. El seu llançament més famós va ser en la batalla de Creta el 1941, on la 7a Divisió sencera va ser desplegada juntament amb altres actius com la 22a Divisió Aerotransportada. L'operació va ser un èxit en aconseguir ocupar Creta, però amb un alt nombre de baixes entre els Fallschirmjäger, convencent a Hitler que els llançaments massius no eren factibles. De la mateixa manera, els aliats arribarien a una conclusió semblant al final de la guerra, resultant que cada llançament a gran escala tenia més baixes.
Durant la batalla de Monte Cassino, la 1a Divisió Fallschirmjäger va operar com a infanteria ordinària. Quan els aliats van bombardejar el monestir de Monte Cassino, van deixar la fortalesa feta runa. Això va permetre als Fallschirmjäger resistir durant mesos els assalts i bombardeigs pesats. Van ser anomenats com els  diables verds  per les forces aliades per la seva defensa tenaç, encara que finalment van ser forçats a deixar la posició per tropes poloneses i franceses.

## Paracaigudistes fora de la Luftwaffe
Alemanya també va crear altres unitats aerotransportades no associades a la Luftwaffe, com a unitats paracaigudistes i comandaments en els Waffen-SS i el Regiment de Brandenburg sota el control directe del OKW.

## Unitats paracaigudistes de la Luftwaffe
- I Exèrcit Fallschirmjäger
- Cossos Fallschirm
  - I Cos Fallschirmjäger
  - II Cos Fallschirmjäger
- Divisions
  - 1a Divisió Fallschirmjäger
  - 2a Divisió Fallschirmjäger
  - 3a Divisió Fallschirmjäger
  - 4a Divisió Fallschirmjäger
  - 5a Divisió Fallschirmjäger
  - 6a Divisió Fallschirmjäger
  - 7a Divisió Fallschirmjäger
  - 8a Divisió Fallschirmjäger
  - 9a Divisió Fallschirmjäger
  - 10a Divisió Fallschirmjäger
  - 11a Divisió Fallschirmjäger
  - Divisió d'Entrenament Fallschirmjäger
- Altres unitats
  - Brigada de Paracaigudistes Ramcke
  - LLStR, Regiment d'Assalt Aerotransportat
  - Regiment Barenthin

## Altres unitats de paracaigudistes
- Waffen-SS
  - 500 SS Batalló de Paracaigudistes
  - 600 SS Batalló de Paracaigudistes
- Exèrcit
  - Regiment de Brandenburg
  - 22a Divisió d'Infanteria Aerotransportada
- Altres
  - Brigada d'infanteria lleugera paracaigudista

### En castellà
- Fallschirmjäger, tropes paracaigudistes alemanyes.

### En anglès
- Fallschirmjäger  1936-1945
- Fallschirmjäger  of the  Luftwaffe
- Informe d'Intel·ligència dels Estats Units dels Fallschirmjäger en la Segona Guerra Mundial